# Сак-Фокс (народ)
Сак-Фокс або Сак і Фокс (англ. Sac and Fox) — корінний індіанський народ, що складається з племен сауків (англ. Sauk people, Sauks, Sac) і месквоків (фоксів, англ. Meskwaki, англ. Fox tribe), котрі розмовляють мовою сак-фокс алгонкінської сім'ї. Нині проживають у штатах Оклахома, Айова і Канзас США. Станом на 2011 рік загальна чисельність народу складала 3794 чоловік (до числа народу зараховують людей, що мають принаймні 1/8 індіанської крові) і домінуючим є плем'я сауків, яке має самоназву Са-кі-ва-кі (англ. Sa ki wa ki або англ. Thakiwaki), що перекладається як «люди, що йдуть від води» — їх нараховується 2557 чоловік (головним чином в Оклахомі).
До початку європейської колонізації племена сауків і месквоків проживали на північ від Великих Озер, звідки у XVII столітті вони були витіснені французькими колонізаторами на південь від озер Гурон і Мічиган, а пізніше англійцями — спочатку в район річки  Міссісіпі на території сучасних американських штатів Іллінойс і Айова, а після Війни Чорного Яструба в 1832 році — за межі США на Індіанські території.

## Відомі представники
- Чорний Яструб — вождь індіанського племені сауків, що очолив війну проти США (1832)
- Джим Торп — видатний американський спортсмен, дворазовий Олімпійський чемпіон (1912)
- Сагіно Грант (англ. Saginaw Grant) — американський актор («Пуститися берега», «Самотній Рейнджер»)